# Embajada de España en Haití
La Embajada de España en Haití es la máxima representación legal del Reino de España en Haití. 

## Embajador
El embajador de España en la República de Haití es D. Marco Antonio Peñín Toledano, quien ocupa el cargo desde el 31 de enero de 2024.

## Misión diplomática
La Embajada del Reino de España está ubicada en la capital, Puerto Príncipe. La presencia diplomática española se remonta a finales del siglo XIX con la presencia de un cónsul general. No obstante no fue hasta 1952 cuando se elevó la representación a nivel de embajada.

## Historia
España inició relaciones diplomáticas con Haití en 1860 con la presencia de un cónsul general en Puerto Príncipe. Las relaciones se mantuvieron estables hasta 1946 cuando, siguiendo la Resolución de las Naciones Unidas de 13 de diciembre de 1946, retiró su embajador. En 1949 fueron restauradas las relaciones a nivel diplomático. 

## Demarcación
La embajada del Reino de España en Haití tuvo, en el pasado, acreditación múltiple en:
Jamaica: España inició relaciones diplomáticas con Jamaica en 1967, pero los asuntos dependían de la embajada española en Haití. Esta situación se prolongó en el tiempo hasta 1977 cuando se creó la misión diplomática residente.